# Ласкаво просимо (телепрограма)
Ласкаво просимо —  проект зустрічей зі знаменитостями, що виходив з 2012 до 2014 року (ведуча Алла Крута) на «Телеканалі "Україна"».

## Список гостей
Станом на травень 2013 року, у гостях побували:
- - 09.09.12 — Тетяна Гнєдаш — акторка и режисер-сценарист
  - 16.09.12 — Філіпп Кіркоров — російський співак, композитор, актор
  - 30.09.12 — Ірина Дубцова — російська естрадна співачка, композитор
  - 07.10.12 — Сергій Безруков — російський актор театра і кіно
  - 14.10.12 — Катерина Осадча — українськая телеведуча, журналістка, акторка
  - 28.10.12 — Раймонд Паулс — радянський і латвійський композитор, диригент, піаніст
  - 04.11.12 — Наталя Могилевська — українська співачка, продюсер, акторка, телеведуча
  - 11.11.12 — Іван Ургант — російський шоумен, телеведучий
  - 18.11.12 — В'ячеслав Муначаров — російський актор театра и кіно
  - 02.12.12 — Юрій Антонов — радянський и російський композитор, естрадний співак, поет, актор
  - 09.12.12 — Олександр Михайлов — радянський и російський актор театра і кіно
  - 16.12.12 — Ольга Полякова — українська співачка и телеведуча
  - 30.12.12 — Ірина Білик — українська співачка, композитор, автор пісень
  - 20.01.13 — Наташа Корольова і Тарзан — радянська і російська співачка, акторка; російський актор
  - 10.02.13 — Максим Аверін — російський актор театра, кіно и телебачення, режисер, телеведучий
  - 17.02.13 — Жасмін — російська співачка, акторка, телеведуча
  - 24.02.13 — Катерина Гусєва — російська акторка театра та кіно, співачка
  - 10.03.13 — Лариса Доліна — радянська та російська джазова співачка, акторка
  - 17.03.13 — Івар Калниньш — радянська та латвійський актор театра і кіно
  - 31.03.13 — Олександр Ревва (Артур Пірожков) — російський шоумен, комедійний актор, телеведучий, співак
  - 14.04.13 — Наташа Корольова и Людмила Поривай — радянська и російська співачка, акторка; українська і російська телеведуча, мати Наташі Корольовой
  - 28.04.13 — Ані Лорак — співачка, акторка
  - 12.05.13 — Тамара Гвардцителі — радянська, російська та грузинська естрадна співачка, піанистка, композитор, акторка
  - 19.05.13 — Володимир Кличко — український боксер
  - 26.05.13 — Йолка — українська та російська поп-співачка
  - 09.06.13 — Дмитро Дюжев — російський актор театра та кіно, кінорежисер
  - 23.06.13 — Олеся Судзіловська — радянська і російська акторка театра та кіно, тележурналіст.
  - 30.06.13 — Валерія та Йосип Пригожин — російська естрадна співачка; російський музичний продюсер
  - 14.07.13 — Дмитро Хартьян — радянський і російський актор театру та кіно
  - 04.08.13 — Ганна Семенович — російська фігуристка, акторка, телеведуча та естрадна співачка
  - 11.08.13 — Анастасія Заворотнюк — російська акторка театра та кіно, телеведуча